# ويلارد بويل
ويلارد بويل (بالإنجليزية: Willard Boyle)‏ عالم فيزيائي كندي حصل على جائزة نوبل في الفيزياء عام 2009 ؛ولد في 19 أغسطس 1924 في امهرست في كندا ويعمل في معامل بيل في الولايات المتحدة. حصل بويل على شهادة الدكتوراه من جامعه ماكجيل في كندا ، وخدم في البحرية الكندية خلال الحرب العالمية الثانية .وتقاعد عندما كان مديرا تنفيذيا لقسم علم الاتصال في مختبرات بيل عام 1979؛ صمم مع جورج سميث عام 1969 لاقط الصور الرقمية «سي سي دي» الذي يعتبر العين الإلكترونية لكاميرات الصور الرقمية.

## روابط خارجية
- ويلارد بويل على موقع الموسوعة البريطانية (الإنجليزية)
- ويلارد بويل على موقع مونزينجر (الألمانية)
- ويلارد بويل على موقع إن إن دي بي (الإنجليزية)